# يواخيمستال
يواخيمزتال (بارنيم) (بالألمانية: Joachimsthal, Brandenburg) هي مدينة وبلدة ألمانية تقع في ألمانيا في براندنبورغ. يقدر عدد سكانها بـ 3,368 نسمة .

## المدن التوأمة
مدن Moryń وGolczewo هي مدن توأمة لـيواخيمزتال (بارنيم).

## أعلام
- فرانز إرنست نيومان